# Hugo: Lo specchio stregato
Hugo: Lo specchio stregato (Hugo: Det Afskyelige Spejl) è un videogioco del 2002 sviluppato e pubblicato dalla compagnia danese ITE Media per PlayStation e Microsoft Windows, e in una versione diversa anche per Game Boy Color e Game Boy Advance (noto anche come Hugo Advance). Esso è parte della nota serie di Hugo e funge da seguito a Hugo: La febbre dei diamanti neri.

## Trama
La malvagia strega Scilla è tornata e ha escogitato un piano per sbarazzarsi una volta per tutte del troll Hugo, intrappolandolo in uno specchio stregato che poi disintegra in tre frammenti che disperde in tutto il mondo; infine rapisce ancora una volta anche la moglie di Hugo, Hugolina.
I tre figli di Hugo e Hugolina (Bimbatroll, Babytroll e Bimbotroll) sono gli unici che possono liberare i loro genitori: infatti, per spezzare l'incantesimo della strega, ciascuno di loro deve trovare un pezzo dello specchio rotto. Una volta ricomposto lo specchio, Hugo può finalmente sconfiggere Scilla, salvare Hugolina e intrappolare la strega nel suo stesso specchio stregato prima di distruggerlo a sua volta in numerosi piccoli pezzi.

## Modalità di gioco
La versione per PC e PlayStation è un gioco di piattaforma 3D che ricorda Crash Bandicoot. Ciascuno dei tre piccoli troll ha poteri diversi, così come le parti del gioco che li riguardano. Bimbatroll può saltare molto in alto, Babytroll cavalca un cinghiale mentre Bimbotroll usa un bazooka con pistola a palle di neve. Una volta completate le loro parti, si apre una nuova strada nel mondo dello specchio dove lo stesso Hugo deve fuggire dal castello di Scilla prima dello scontro finale con la strega stessa. I contenuti inutilizzati del gioco includevano la casa di Hugo come fulcro centrale e la posizione del castello normale di Scilla.
La versione per Game Boy Color/Advance è un gioco di piattaforma 2D simile a Bubble Bobble con elementi di Rodland e Lode Runner. Si compone di tre livelli che terminano con una lotta contro un boss a guardia di un pezzo dello specchio. All'inizio di ogni fase, il giocatore ha il compito di eliminare tutti i servitori di Scilla prima che scada il tempo. Colpire qualsiasi nemico non protetto con il raggio della pistola congelante per alcuni secondi lo trasformerà in un blocco di ghiaccio che si frantumerà se spinto giù da una sporgenza o se ci si salta sopra. I nemici congelati possono essere trasportati e impilati per accedere alle parti più alte del livello, o per creare mostri ancora più grandi e potenti da distruggere per ottenere il tesoro contenuto al loro interno (punti bonus, chiavi di salvataggio e potenziamenti per la salute e la velocità).

## Accoglienza
La versione per Game Boy Advance di Hugo: Lo specchio stregato ebbe dei giudizi misto-positivi dalla critica. Il voto dato da GameSpot è di 6.1/10, concludendo che ha tutte le basi necessarie per un buon puzzle platform, ma tutto è stato semplificato per soddisfare le esigenze del pubblico più giovane a cui si rivolge. Tre stelle su cinque è invece il voto di GameSpy, sottolineando che nonostante abbia la grafica mediocre e il gameplay ripetitivo, riesce comunque a essere abbastanza divertente. IGN, con il 6.5/10 si esprime dicendo che è un titolo migliore della media, semplice nel concetto e profondo nella tecnica. Sia GameCube Advanced che GameZone assegnano il 6.6/10; il primo lo considera piuttosto semplice e superficiale, ma è comunque moderatamente divertente, mentre il secondo lo rivolge a coloro che amano i giochi in stile puzzle o quelli con un'atmosfera arcade anni '80. Nintendo Insanity diede il punteggio positivo di 7.6/10, ritenendolo un gran gioco ma che non ha abbastanza elementi per giustificarne l'acquisto. Gamesector lo premia con un 8/10. Senza dare alcun voto, eToychest constatò che sia un gioco breve con passabili aspetti del gameplay.
Per quanto riguarda le versioni PlayStation e PC, loro ebbero dei giudizi solo misti. Gamesector assegna ad entrambi il punteggio positivo di 7/10, constatando che sono titoli fantastici per bambini che offrono interessanti sfide in un nuovo ambiente di gioco. Wirtualna Polska diede alla versione PC tre stelle su cinque. GameLife ha dato invece a quella PS il 5/10, dicendo che è un gioco realizzato molto velocemente e sembra essere stato prodotto in tempi relativamente rapidi. Anche il voto di Official UK PlayStation Magazine è lo stesso di quello del sito danese, riassumendo brevemente che si tratta di un gioco mediocre, una leggera distrazione per i principianti. Infine, Jeuxvideo.com, recensendo la versione PS è l'unico ad aver assegnato un voto negativo (4/20), dicendo che non si distingue dagli altri episodi della serie: breve, vuoto, mal fatto e quindi totalmente superfluo.